# Rosa-Creu

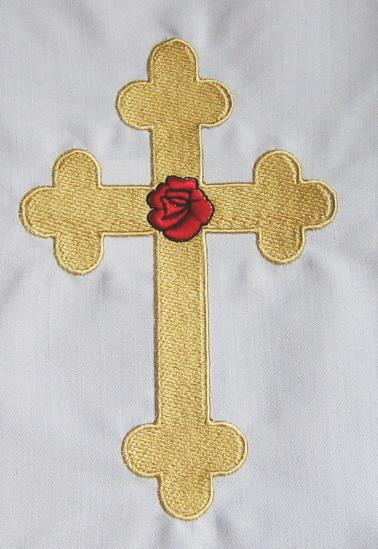
Un dels símbols de la Rosa-Creu

Creu de Luter

La Rosa-Creu o Rosacreu és una societat secreta que es va difondre a partir d'Alemanya durant el segle xvii, amb el propòsit d'intervenir pacíficament i secretament en el món per establir la pau i una religió comuna. Professa un cristianisme de caràcter esotèric amb elements alquímics, hermètics, gnòstics i cabalístics, i és simbolitzada per una creu i una o diverses roses sobreposades. Se sol anomenar els seus adeptes "rosacreus" o "rosicrucians".

## Breu història
La societat va ser creada, segons la llegenda, pel cavaller germànic Christian Rosenkreutz (que hauria viscut, segons els autors, entre els segles xiii i xv), però no se'n divulgà l'existència fins a la primeria del segle xvii, amb la publicació de les obres Fama Fraternitatis Rosae Crucis (1614), Confessio Fraternitatis (1615) i Chymische Hochzeit Christiani Rosenkreutz (Les noces químiques de Cristià Rosacreu, 1616), atribuïdes al teòleg protestant Johann Valentin Andreae (1586-1654). També va ser propagada en obres de l'humanista anglès Robert Fludd (1574-1637).
Des del 1622 els membres de la Rosa-Creu es van fer notar a París i aviat n'hi hagué a Viena i en altres punts de l'Europa central, als Països Baixos i a Anglaterra. Posteriorment la francmaçoneria en va adoptar conceptes i símbols, com per exemple el d'anomenar príncep de la Rosa-Creu el 18è grau dels 33 de què consta el ritu escocès.

## Grups a l'època moderna
Durant els segles xviii i xix es van constituir nombroses societats que es reivindicaven seguidores de la Rosa-Creu, com la Fraternitas Rosae Crucis, l'Orde Cabalístic de la Rosa-Creu, l'Orde Místic del Temple de la Rosa-Creu, l'Orde de la Rosa-Creu d'Or d'on sorgí l'Orde Hermètic de l'Alba Daurada, l'Antiquus Mysticusque Ordo Rosae Crucis (AMORC) o The Rosicrucian Fellowship.
Cal fer especial esment de l'Orde de la Rosa-Creu Catòlica i Estètica del Temple i el Graal, una variant creada per Joséphin Péladan (que es feia dir Sâr Mérodak J. P.) i per a la qual el músic Erik Satie va compondre i tocar com a "mestre de la capella" per als Salons Rosa-Creu que Péladan organitzava a la Galérie Durand-Ruel, a Paris.
Actualment encara hi ha diverses branques en activitat.